# Xenostega treptostiches
Xenostega treptostiches är en fjärilsart som beskrevs av Louis Beethoven Prout 1934. Xenostega treptostiches ingår i släktet Xenostega och familjen mätare. Inga underarter finns listade i Catalogue of Life.